# 검은 토요일 (1983년)
검은 토요일 (Black Saturday)은 1983년 9월 24일 토요일 홍콩 달러 환율이 전시간 저가로 급락했던 사건을 일컫는 말이다. 당시 환율은 1 미국 달러 대비 9.6 홍콩 달러였다. 그 기간 동안 홍콩의 상점들은 미국 달러가로 상품 가격을 매겼는데, 국내통화의 불안정한 변동이 그 이유였다.

## 원인
1974년 11월부터 1983년 10월까지 홍콩은 고환율 시대를 누리고 있었다. 1982년에 이르러서는 중국에 대한 홍콩의 주권 반환을 두고 영국의 수상 마거렛 대처가 베이징을 방문한 것을 비롯하여 정치적인 논의들이 이뤄지면서, 소비심리를 위축시키기 시작했다. 홍콩 반환 협정 체결의 연기도 비관론에 한몫했다. 이러한 일련의 사건들이 결국에는 '검은 토요일'이라는 결과로 나타나게 되었다.
환율 급락이 벌어진 후인 1983년 10월 17일, 홍콩 정부는 고정환율제를 시행하여 대응책을 세웠다.

## 같이 보기
- 버블 경제